# Дмитриев, Сергей Игоревич
Серге́й И́горевич Дми́триев (19 марта 1964, Ленинград — 26 декабря 2022) — советский и российский футболист, нападающий, футбольный тренер. Мастер спорта СССР (1984).

## Биография
Родился 19 марта 1964 года и вырос в Ленинграде, в Калининском районе. В спортшколе района играл со второго по шестой класс. Первый тренер — Марк Абрамович Рубин. Затем попал в только что созданную специализированную футбольную школу «Смена» (тренер — Геннадий Ермаков), которую в итоге и окончил.
Профессиональную карьеру начал в ленинградском «Динамо», откуда был приглашён в 1982 году Павлом Садыриным в «Зенит». Сначала играл за дубль, где за сезон провёл 18 игр и забил 12 мячей.
Осенью 1982 года дебютировал в домашней игре клуба против харьковского «Металлиста». Регулярно в основе стал выходить с 1983 года. Играл на позиции нападающего, но в числе лучших бомбардиров не был. Выделялся на поле игровой мощью, скоростью, владел сильным ударом. В 1984 в первый раз стал чемпионом страны.
В конце первого круга сезона 1986 года получил первую тяжёлую травму в карьере — перелом лодыжки в домашнем матче против «Днепра». Игра проходила на искусственном газоне СКК, который в день игры постелили прямо на бетонную основу, из-за чего образовались пустоты между газоном и бетоном. В одну из пустот и угодил ногой Дмитриев. Травма помешала ему бороться за право поехать в составе сборной на чемпионат мира 1986.
В сборной СССР сыграл 6 игр, забил один гол, также сыграл один матч за олимпийскую сборную СССР (1985—1986, 1988). Серебряный призёр чемпионата Европы 1988 (не сыграл на турнире ни одного матча из-за незалеченных травм — трещина на пальце ноги и паховой грыжи).
Травма 1986 года и её неправильное лечение (нога неправильно срослась, из-за перекоса большая нагрузка шла на колено) предопределили дальнейший характер травм — прежде всего проблемы с коленями.
В 1989 году из-за конфликтов в «Зените» принял решение перейти в московское «Динамо». Провёл четыре игры и выбыл из строя из-за травмы мениска. В этот момент о Дмитриеве вспомнил Павел Садырин и вновь позвал игрока в свою команду, на этот раз в ЦСКА. По окончании сезона футболист был прооперирован и получил время на восстановительный период. Это помогло ему набрать необходимые игровые кондиции и помочь клубу стать серебряным призёром чемпионата СССР в 1990 году.
Зимой 1991 года во время контрольных игр в Испании получил приглашение от клуба 2-го дивизиона чемпионата Испании «Херес». Получив согласие руководства ЦСКА, заключил контракт до конца сезона 1990/91. Изначально игрока звали на позицию форварда, и в первой же игре он забил два мяча. Однако уже к следующему туру поправился основной нападающий команды, и Дмитриева отправили играть на место правого полузащитника. По итогам сезона «Херес» вылетел в 3-ю лигу, а Дмитриев вернулся в Москву.
По итогам сезона 1991 года стал обладателем Кубка СССР 1990/91 и чемпионом СССР 1991 в составе ЦСКА.
В чемпионатах СССР провёл 170 матчей, забил 46 голов.
В 1991 году играя в еврокубковых матчах против итальянской «Ромы», попал на заметку селекционерам ряда клубов Серии А. Однако, по признанию самого Дмитриева, он не стал дожидаться трансферного окна и при посредничестве жены футболиста Евгения Милевского перешёл в австрийский чемпионат, где выступал за клуб «Шталь» Линц. При этом в контракте было прописано, что все права на игрока в течение трёх лет принадлежат его агенту — доктору Петершелько. В итоге это повлияло на всю зарубежную карьеру Дмитриева, поскольку агент сам решал, где играть футболисту. В Австрии за год он провёл только 12 матчей и в середине сезона 1992/93 перешёл в швейцарский «Санкт-Галлен», где в переходном турнире за право играть в высшей лиге отыграл 14 матчей, забив 9 мячей.
Также играл за израильский клуб 2-й лиги «Хапоэль» Ашкелон и немецкий клуб 3-й лиги «Беккум».
В 1995 вернулся в Санкт-Петербург, снова играл за «Зенит». В том сезоне команда вернулась в высшую лигу, а 31-летний Дмитриев забил 14 мячей. Тем не менее на следующий год вновь напомнил о себе австрийский менеджер, который затребовал выплатить компенсацию за игрока в сумме $30 тыс. В итоге проблему помог решить Виталий Мутко, и на второй круг Дмитриев был уже заявлен и мог играть.
Во второй половине сезона 1997 в срочном порядке был призван в московский «Спартак», где должен был заменить травмированных Кечинова и Бузникина. Однако клуб неудачно провёл предварительные игры Лиги чемпионов против «Кошице», и Дмитриев по окончании сезона вернулся в Санкт-Петербург. Первую половину сезона 1998 пропустил из-за полугодовой дисквалификации, которая была наложена за высказывания о якобы имевшем место договорном матче последнего тура сезона 1996 «Зенит» — «Спартак» (Москва), который должны были выиграть москвичи.
В чемпионатах России провёл 25 игр, забил два мяча.
В 1998—1999 годах играл за петербургское «Динамо», затем в 1999 году провёл 13 игр за «Кристалл» Смоленск. В 2000—2001 годах играл за «Светогорец», готовя себя уже к тренерской профессии.

Мощный, быстрый и напористый форвард, отличался смелостью в единоборствах, умением при необходимости подержать мяч, владел сильным ударом.—  Энциклопедия «Российский футбол за 100 лет». Октябрь 1997 года.
В 2002 работал тренером санкт-петербургского «Динамо», в 2004—2005 — тренером «Анжи», помогал Дмитрию Галямину. Также работал тренером в командах «Спартак (НН)», «Петротрест», «Сатурн-2». В 2010 работал помощником Максима Бокова в тверской «Волге». В сезоне 2011/12 тренировал петрозаводскую «Карелию». С 2 июня 2012 по 2014 — старший тренер ФК «Петротрест»/«Динамо» СПб. С 28 марта по 29 апреля 2013 года — исполняющий обязанности главного тренера клуба.
В 2015 году был главным тренером молодёжной команды «Сахалина». С февраля 2016 — главный тренер молодёжной команды «Тосно». С 2019 года — тренер в СШОР «Зенит». Команда игроков 2003 года рождения под руководством Дмитриева и Юрия Шумилова в 2019 году стала победителем Riga Cup 2019 и первенства России среди команд спортивных школ.
Скончался 26 декабря 2022 года на 59-м году жизни после тяжёлой продолжительной болезни. Причиной смерти стало онкологическое заболевание.

## Достижения
«Зенит»
- Чемпион СССР: 1984
- Обладатель Кубка сезона: 1985
- Финалист Кубка СССР: 1984

ЦСКА
- Чемпион СССР: 1991
- Серебряный призёр чемпионата СССР: 1990
- Обладатель Кубка СССР: 1990/91

«Спартак»
- Чемпион России: 1997

Сборная СССР
- Вице-чемпион Европы: 1988

Личные
- Лучший игрок первой российской лиги 1995[19]

## Личная жизнь
Первая супруга — бывшая жена Дмитрия Баранника, одноклубника Дмитриева; есть дети. Сын Алексей (бывший футболист). Сын Иван (тренер филиала академии «Зенит»)
Вторая супруга — Светлана Лаухова, десятикратная чемпионка России в беге с барьерами. Сыновья Вячеслав и Игорь, также футболист..